# Who Kissed Me
Who Kissed Me (hangul: 연남동 키스신, RR: Yeonnamdong Kiseusi), es una serie web surcoreana transmitida del 29 de noviembre del 2019 hasta el 14 de febrero del 2020 por Lifetime Korea.

## Historia
La serie intenta resolver la pregunta "¿quién la besó esa noche?" y sigue a Yoon Sol, una joven que ha estado soltera toda su vida y en la búsqueda de su primer beso. 
Después de pasar una noche de fiesta con sus amigos y emborracharse, da su primer beso, sin embargo al día siguiente, aunque puede recordar el beso, no recuerda la persona que se lo dios.

## Reparto[3]

#### Personajes principales
| Actor          | Personaje     | N.º de episodios | Notas |
| -------------- | ------------- | ---------------- | --- |
| Hong Seung-hee | Yoon Sol      | 12               | Es una joven que está en la búsqueda de la persona que le dio su primer beso.                                                                                       |
| Kim Kwan-soo   | Ban Hae-young | 12               | Es el amigo de la infancia de Yoon Sol, a quien siempre a cuidado. Las cosas se complican cuando los sentimientos de Ban Hae-young por Yoon Sol comienzan a surgir. |
| Bae In-hyuk    | Han Yun-woo   | 12               | Es uno de los amigos de Yoon Sol, está enamorado de ella. |

#### Personajes secundarios
| Actor                 | Personaje   | N.º de episodios | Notas                                                                       |
| --------------------- | ----------- | ---------------- | --------------------------------------------------------------------------- |
| Kim Yeon-seo (진예주) | Cha Do-hyun | -                | Es una de las amigas de Yoon Sol, Ban Hae-young, Han Yun-woo y Ha Tae-sung. |
| Gu Ja-geon            | Ha Tae-sung | -                | Es uno de los amigos de Yoon Sol, Ban Hae-young, Han Yun-woo y Cha Do-hyun. |

#### Otros personajes
| Actor               | Personaje   | N.º de episodios | Notas |
| ------------------- | ----------- | ---------------- | --- |
| Lee Se-hee (이세희) | Nam Jin-joo | -                | Es la exnovia de Ban Hae-young, quien al darse cuenta de que los verdaderos sentimientos de Hae-young no están con ella, termina la relación. |
| 강민우              | -           | -                | |

## Episodios
La serie web está conformada por 12 episodios, los cuales fueron emitidos todos los viernes a las 21:00 (KST).
La serie también contó con un video con todos los episodios juntos,  un episodio de detrás de escenas con algunos bloopers  y una entrevista.

## Producción
La serie web también es conocida como "Kiss Scene in Yeonnamdong", "Kiss Scene in Yeonnam-dong" y/o "Who Kissed Her That Night?".

### Recepción
La serie web ha alcanzado más de 12 millones de visitas, obteniendo un promedio de visitar por episodio superior a los 1.1 millones de espectadores.
La serie ha cautivado a los espectadores con su concepto único de "misterio de amor", sus formas únicas de desarrollo y sus materiales que simpatizan con la realidad.